# Prophecy (album Soulfly)
Prophecy – czwarty album studyjny grupy muzycznej Soulfly, wydany 30 marca 2004. 

## Opis
Materiał na płytę był tworzony w zrębach w USA, a dopracowywany w Serbii. W utworze „Moses” wystąpił gościnnie wokalista Coyote z serbskiej grupy Eyesburn
Płytę promowały teledyski do utworów "Prophecy" w reżyserii Christoffera Salzgebera oraz "Roots Bloody Roots (live)" w reżyserii Kimo Proudfoota. Pierwszy z nich został nakręcony w Rezerwacie Nawaho w Dolinie Skał przy udziale Indian Nawaho
Utwór "In The Meantime" pochodzi z repertuaru grupy Helmet, opublikowany pierwotnie na albumie Meantime (1992).
Na okładce płyty umieszczono obraz autorstwa francuskiego artysty, przedstawiający lwa Judy.
Partie gitary basowej na albumie nagrał Dave Ellefson z Megadeth, który także wystąpił w teledysku „Prophecy” oraz zagrał z grupą kilka koncertów.

## Lista utworów
1. "Prophecy" – 3:35
2. "Living Sacrifice" – 5:03
3. "Execution Style" – 2:18
4. "Defeat U" – 2:10
5. "Mars" – 5:25
6. "I Believe" – 5:53
7. "Moses" – 7:39
8. "Born Again Anarchist" – 3:43
9. "Porrada" – 4:07
10. "In The Meantime" (cover Helmet) – 4:45
11. "Soulfly IV" (instrumentalny) – 6:04
12. "Wings" – 6:05

Utwory bonusowe na europejskiej edycji:
13. "Back To The Primitive" – 4:09
14. "No Hope = No Fear" – 4:22
15. "Spit" (cover Sepultura) – 2:31
16. "Jumpdafuckup / Bring It" – 4:26
17. "The Song Remains Insane" – 2:19
18. "Roots Bloody Roots" (cover Sepultura) – 3:57
Są to utwory koncertowe, zarejestrowane podczas Hultsfred Festival w Szwecji 15 czerwca 2001.

## Twórcy

### Skład zespołu
- Max Cavalera – śpiew, gitara, sitar, berimbau, producent muzyczny
- Marc Rizzo – gitara elektryczna, gitara flamenco
- Joe Nunez – perkusja
- Bobby Burns – gitara basowa

### Gościnnie
- Dave Ellefson (Megadeth) – gitara basowa w utworach 1, 4, 5, 6 i 10
- Danny Marianio - śpiew w utworze "Defeat U"
- Eyesburn - w utworze "Moses"
- Asha Rabouin – śpiew w utworze "Wings"

### Inni
- Gloria Cavalera – producent wykonawczy
- Terry Date – miksowanie
- John Watkinson Gray – instrumenty klawiszowe, inżynier dźwięku, sample
- Ted Jensen – mastering
- Ljubomir Dimtrijević – różne instrumenty w utworach 3, 8 i 11
- Meia Noite – perkusja w różnych utworach

## Pozycje na listach
| Lista         | Kraj              | Pozycja |
| ------------- | ----------------- | ------- |
| Billboard 200 | Stany Zjednoczone | 82      |
| OLiS          | Polska            | 33      |